# Nefateratura terminata
Nefateratura terminata är en insektsart som först beskrevs av Sigfrid Ingrisch och Shishodia 2000.  Nefateratura terminata ingår i släktet Nefateratura och familjen vårtbitare. Inga underarter finns listade i Catalogue of Life.